# Love I.N.C.
Love I.N.C. est une bande dessinée scénarisée par Karos et dessinée par Kalon. Publiée aux éditions Les Humanoïdes Associés dans la collection Shogun Shonen, elle est en prépublication dans le magazine du même nom. Le premier tome est disponible depuis avril 2007.

## Histoire
Nicolas a vécu les 19 premières années de sa vie à Ayet, un village perdu au fin fond du Lot-et-Garonne. Depuis qu’il est en âge de tenir debout, il a été entraîné dans un seul et unique but : devenir viticulteur à son tour et hériter du patrimoine laissé par son père. Il n’a jamais été dans une école publique et a passé toute sa vie entre les vignes et ses cours par correspondance. Quant à sa connaissance du monde extérieur, elle s’arrête à la frontière de son village. Mais l’activité de la famille est en danger : ils subissent de plein fouet la concurrence des vins espagnols… Seule solution : moderniser leurs structures et s’orienter vers l’exportation. Le père de Nicolas va devoir accepter qu’il quitte le foyer pour finir ses études dans une école de commerce à Paris, qui lui donnera à priori le savoir nécessaire pour les sauver de la faillite ! Nicolas n’a plus le choix : partagé entre sa peur et son désir de découvrir un nouveau monde, il doit sortir de sa campagne pour la première fois et découvrir la grande vie de l’Institut National du Commerce, faite de soirées, d’associations, de week-ends d’intégration et bien sûr d’histoires de cœur…
L'histoire est narrée sous forme d'épisodes parodiant des séries du moment (Lost...), des films, ou des acteurs (Steven Seagal .. ). Ne tentez surtout pas de prendre ce manga au sérieux, il est complètement décalé.

## Personnages principaux
- Nicolas : Nicolas, tout droit débarqué de son village natal du Sud Ouest, est monté à Paris pour étudier dans une prestigieuse école de commerce. Naïf, grand gentil au cœur pur et innocent, il ne comprend rien au nouveau monde dans lequel il va pourtant essayer de s'intégrer. Il se fera embarquer bien malgré lui dans des aventures plus rocambolesques les unes que les autres !
- François : ami d'enfance de Nico, il monte à Paris pour réaliser son rêve : devenir un grand cuisinier. Il s'incruste chez Cécile et dans la petite bande, n'hésitant pas un seul instant à leur prêter main-forte... mais ne serait-ce pas plutôt pour les beaux yeux de Cécile ?
- Cécile de Catalpas : Cécile intègre PTT INC, l'association la plus lose de l'école pour se venger de son ex, et lui prouver qu'elle peut l'écraser et l'humilier... on lui souhaite bon courage avec les boulets que sont les membres de l'association !

Gosse de riche au caractère trempé, son seul objectif semble être la vengeance ; elle se laissera pourtant attendrir peu à peu par ce petit groupe déjanté.
- Roger : Roger a pour grand maître le fantastique Steven Seagal et comme lui, il est un ardent défenseur des causes perdues, des faibles et de la justice. Les crabes et les pigeons ne lui font pas peur, et il est prêt à les affronter sur le toit d'un train lancé à grande vitesse. Quoi ? Vous le trouvez dérangé ? Meuh non ! C'est ça un héros !
- JB  : séducteur raté, vantard et forcément loser, JB a trouvé au sein de la PTT Family des gens qui lui ressemblent (comprenez "complètement décalés") et voue une admiration totale à Roger.
- Régis : intelligent et sensé, on se demande pourquoi Régis a intégré PTT INC... en fait si, on sait : il s'est fait séquestré par Machiavel et Cervantes qui avaient besoin d'un trésorier pour leur association. Mais pourquoi est-il resté ? Et pourquoi lui aussi est prêt à toutes les humiliations pour servir l'association ?
- Thomas : président de l'association la plus influente de l'école et ex de Cécile, Thomas cherche à détruire PTT INC par tous les moyens.
- Lord Machiavel : président de l'association PTT'INC, rappeur loser luttant pour la protection et la défense des animaux par le biais de sa musique (mix de cris d'animaux et de chansons de Brigitte Bardot), Michel Machiavel est tout le temps (mais alors tout le temps) à côté de la plaque. Cela dit, son cœur et ses intentions sont purs comme la première neige !
- Lord Cervantes : acolyte de Machiavel, c'est son (seul) ami le plus fidèle, et également celui qui arrive à le comprendre (chapeau !). Il lui est totalement dévoué, et est prêt à tous les sacrifices (et toutes les humiliations) pour servir celui qu'il prend pour son mentor, au grand dam de ses parents !
- Dark Nico : les jours de pleine lune, lorsque Nico est plongé dans une colère noire, celui-ci laisse inconsciemment son côté obscure prendre le contrôle ; déchaîné, extrêmement fort, ne craignant rien ni personne, fourbe, machiavélique et sans remords, Dark Nico ne peut être maîtrisé et endormi que par une très forte dose d'alcool (mais alors, très très forte la dose !)
- Paul-Henry : parrain de Nico à l'école, PH va tout faire pour que son poulain s'en sorte ; il va d'ailleurs tellement s'investir qu'il se retrouvera lui aussi embarqué dans tous leurs délires.
- Caroline : Caro suit la PTT Family à la base pour réaliser un reportage ; mais comme PH, elle va se laisser attendrir par le groupe... en plus de sa curiosité maladive qui la pousse à ne perdre aucune miette de leurs aventures !

## Publications
« Love I.N.C. » est publié dans le magazine Shogun Shonen chaque mois. Le premier chapitre est paru dans le tout premier numéro et n'a jamais été interrompu depuis.
- Tome 1 (mars 2007)
- Tome 2 (octobre 2007)
- Tome 3 (mai 2008)

## Faits insolites
- Les personnages de « Love I.N.C. » sont également présents (mais plus vieux) dans un autre manga des mêmes auteurs : « e-dylle »